# Minaya Əkbərova
Minaya Əkbərova (19 de julio de 2001) es una deportista azerbaiyana que compite en taekwondo. Ganó una medalla de bronce en el Campeonato Europeo de Taekwondo de 2021, en la categoría de –46 kg.

## Palmarés internacional
| Campeonato Europeo | Campeonato Europeo | Campeonato Europeo | Campeonato Europeo |
| Año                | Lugar              | Medalla            | Categoría          |
| ------------------ | ------------------ | ------------------ | ------------------ |
| 2021               | Sofía (Bulgaria)   | Medalla de bronce  | –46 kg             |